# Høvænge Havn
Høvænge Havn er en af 6 småhavne på strækningen mellem Nysted og Rødbyhavn. De har gennem tiderne været brugt til flere formål, men bruges nu mest af fiskere og jægere. 
Lige øst for havnen ligger en kort dæmning, der er bygget for at beskytte de lavtliggende enge, de såkaldte Høvænger, mod oversvømmelse. Dæmningen er ca. 600 m lang, og midtvejs findes et pumpehus og en afvandingskanal.
Nord for havnen, ved et sving med udsigt over Høvængerne, ligger den såkaldte Høvængesten, der er Lollands største sten.

## Galleri
- Fiskerhytter i Høvænge Havn
- Tjæregryder til fiskegarn
- Vinterstemning ved havnen